# Новосильцевская церковь
Це́рковь Свято́го Равноапо́стольного кня́зя Влади́мира при Орлово-Новосильцевском благотворительном заведении (Новосильцевская церковь) — утраченный православный храм, находившийся в треугольнике, очерченном теперешними Новосильцевским переулком, проспектом Энгельса и Новороссийской улицей в Санкт-Петербурге. Была построена в 1834—1838 годах по проекту архитектора Иосифа Шарлеманя.
Храм являлся памятником позднего классицизма. Ампирная церковь-ротонда служила украшением всему кварталу.

## Предыстория
История возникновения храма связана с дуэлью, произошедшей на уединенной аллее Лесного парка (ныне парк Лесотехнической академии) 10(22) сентября 1825 года, на которой были смертельно ранены оба дуэлянта — флигель-адъютант Владимир Новосильцев и поручик Измайловского полка Константин Чернов. Причиной дуэли стал отказ Новосильцева — из-за сопротивления его матери Екатерины Владимировны (урождённой графини Орловой) — жениться на сестре Чернова. Оба дуэлянта были смертельно ранены, и спустя несколько суток скончались. Секундантом Чернова был поэт К. Ф. Рылеев, который содействовал превращению дуэли в общественное событие, а похорон Чернова — в публичную манифестацию.
Потеряв сына, перенесённого в помещение постоялого двора на Выборгском шоссе и скончавшегося спустя несколько суток, Е. В. Новосильцева очень печалилась и, желая искупить вину, приобрела постоялый двор в Лесном, где умер её сын и истратив около 1 миллиона рублей, возвела на этом месте богадельню и церковь. Всю оставшуюся жизнь мать убитого провела в молитвах и делах милосердия под духовной опекой митрополита Филарета.

## История церкви до 1917 года

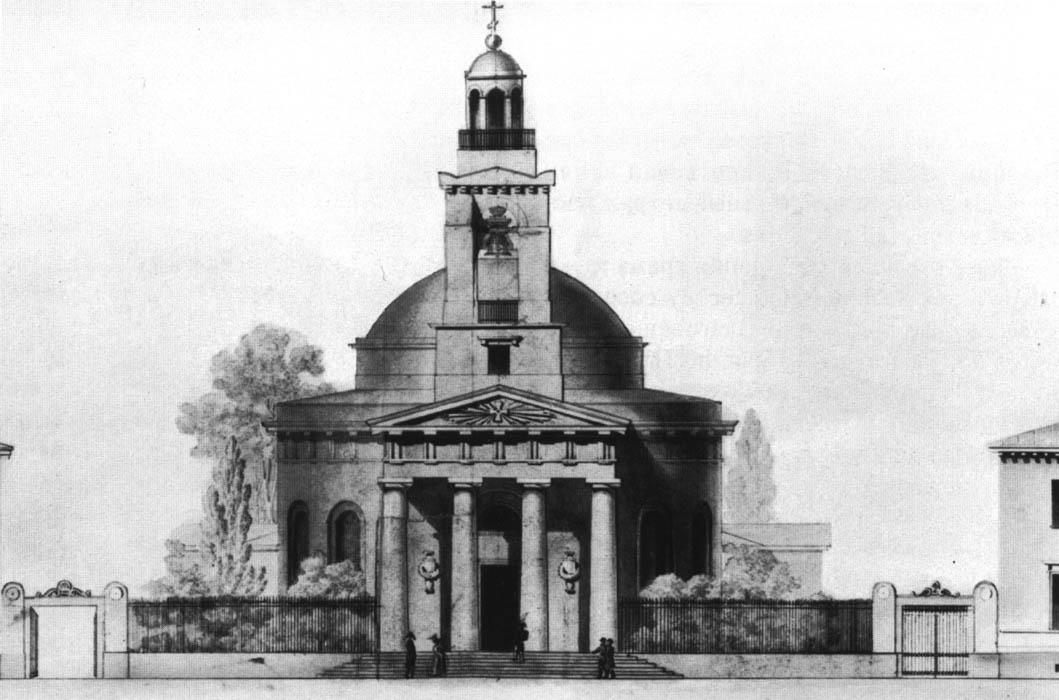
Проект Владимирской церкви при Орлово-Новосильцевском благотворительном заведении

Преображенская часовня Владимирской церкви на углу Большой и Малой Спасских улиц (нынешняя площадь Мужества)

Церковь в комплексе Орлово-Новосильцевской богадельни была построена по проекту архитектора Иосифа Шарлеманя. Храм был заложен 1 мая 1834 года и освящен митрополитом Филаретом, как и три здания богадельни, стоявшие по сторонам, через 4 года — 15 мая 1838 года. Богадельня же была открыта в 1842 году.
В 1869 году при богадельне открылась начальная школа. В 1897 году в храме был произведён реставрационный ремонт.
В конце XIX — начале XX века у офицеров существовал обычай в случае грозящей им опасности (например, перед предстоящей дуэлью) приходить молиться в эту церковь.
К церкви Святого князя Владимира была приписана деревянная Преображенская часовня, ведущая свою историю от начала XIX века, и располагавшаяся на углу Большой и Малой Спасских улиц (нынешняя площадь Мужества). В 1864 часовню обновили и расширили. К ней в Преображенье устраивался крестный ход.
Последним настоятелем церкви (с 1912 года до закрытия) был отец Димитрий Николаевич Осьминский (1878—1952).

## Архитектура и ценности церкви
Храм был выполнен в стиле строгого классицизма, в плане был круглым и был оформлен дорическим портиком. Свод храма внутри поддерживали 16 ионических колонн из искусственного серого мрамора, стены украшали такие же пилястры. Лепка была выполнена Ф. Торичелли. Иконы в двухъярусном иконостасе из красного дерева с бронзой были нанаписаны А. К. Виги, витражи в алтаре сделала мастерская Орлова из Москвы. Две алтарные картины — «Иерусалимский храм» и «Часовня в Вифлееме» (1836) акад. М. Н. Воробьева — графиня Орлова приобрела для церкви на академической выставке. К освящению она также подарила храму Евангелие, украшенное серебром, эмалью и полудрагоценными камнями, золоченую серебряную утварь, бархатную ризницу, большое бронзовое паникадило и обеспечила причт доходами своего имения в Ладожском уезде. В церкви располагался серебряный ковчег с частицами святых мощей, а также икона «Воздвижение» с деревянным крестом, содержавшим частицы Креста Господня, и два интересных образа, подаренных Елисеевым: греческий с изображением Георгия Победоносца и Скорбящей Божией Матери. На стенах церкви были размещены две бронзовые доски: одна рассказывала историю постройки церкви, другая была посвящена памяти погребенного в склепе под церковью действительного статского советника Е. П. Пражевского, наблюдавшего за её возведением.

## Советское и постсоветское время
С 1919 года церковь стала приходской. Храм был закрыт 17 марта 1932 г. по распоряжению советских властей, а в июне того же года — взорван. Часть имущества из неё была передана в Русский музей. Здания богадельни частично были снесены, частично перестроены. Уцелевшие здания некоторое время были жилыми.
В бывших зданиях богадельни располагалась стоматологическая поликлиника при администрации Выборгского района Санкт-Петербурга (переехала на Беловодский переулок). С 2013 года производится реконструкция зданий под современное использование в качестве хостела. В сентябре 2015 года хостел открылся в одном из зданий, в январе 2016 года — работа была приостановлена. По состоянию на 2017 год здания не функционируют.